# North Berkeley (BART)
North Berkeley is een station in de Amerikaanse plaats Berkeley (Californië). Het station werd geopend op 29 januari 1973 als onderdeel van de Richmond-Fremont Line van BART. Op 19 april 1976 kwam hier de Richmond-Millbrae Line bij die een rechtstreekse verbinding met het centrum van San Francisco biedt.

## Ligging en inrichting
Het stationsgebouw is een rond gebouw midden op een parkeerterrein dat wordt begrensd door Virginia Street, Sacramento Street, Delaware Street en Acton Street. Naast het stationsgebouw is er aan de oostkant een lift bij de Sacarmento Street die rechtstreeks toegang biedt tot het perron. Ondergronds is er sprake van een kuip met een perron zonder dragende zuilen. De voorloper van BART, het Key System, had op de locatie van het station een overstappunt tussen lijn H op de Scaramento Street en lijn G die vanaf hier naar Westbrae liep. De metro in noordelijke richting volgt hetzelfde tracé als de voormalige lijn G zij het nu ondergronds. Nadat lijn G in 1941 werd gesloten werd het terrein volgebouwd. Nadat de kiezers in Berkeley op 4 oktober 1966 voor een ondergronds traject door Berkeley stemden volgde sloop om de bouw van het station mogelijk te maken. In 2018 begonnen de stad Berkeley en BART plannen te maken voor nieuwe bebouwing van het terrein, al is dit door het ondergrondse station en de tunnels niet volledig geschikt voor woningbouw. In december 2019 keurde de gemeenteraad een raamovereenkomst met BART goed. 

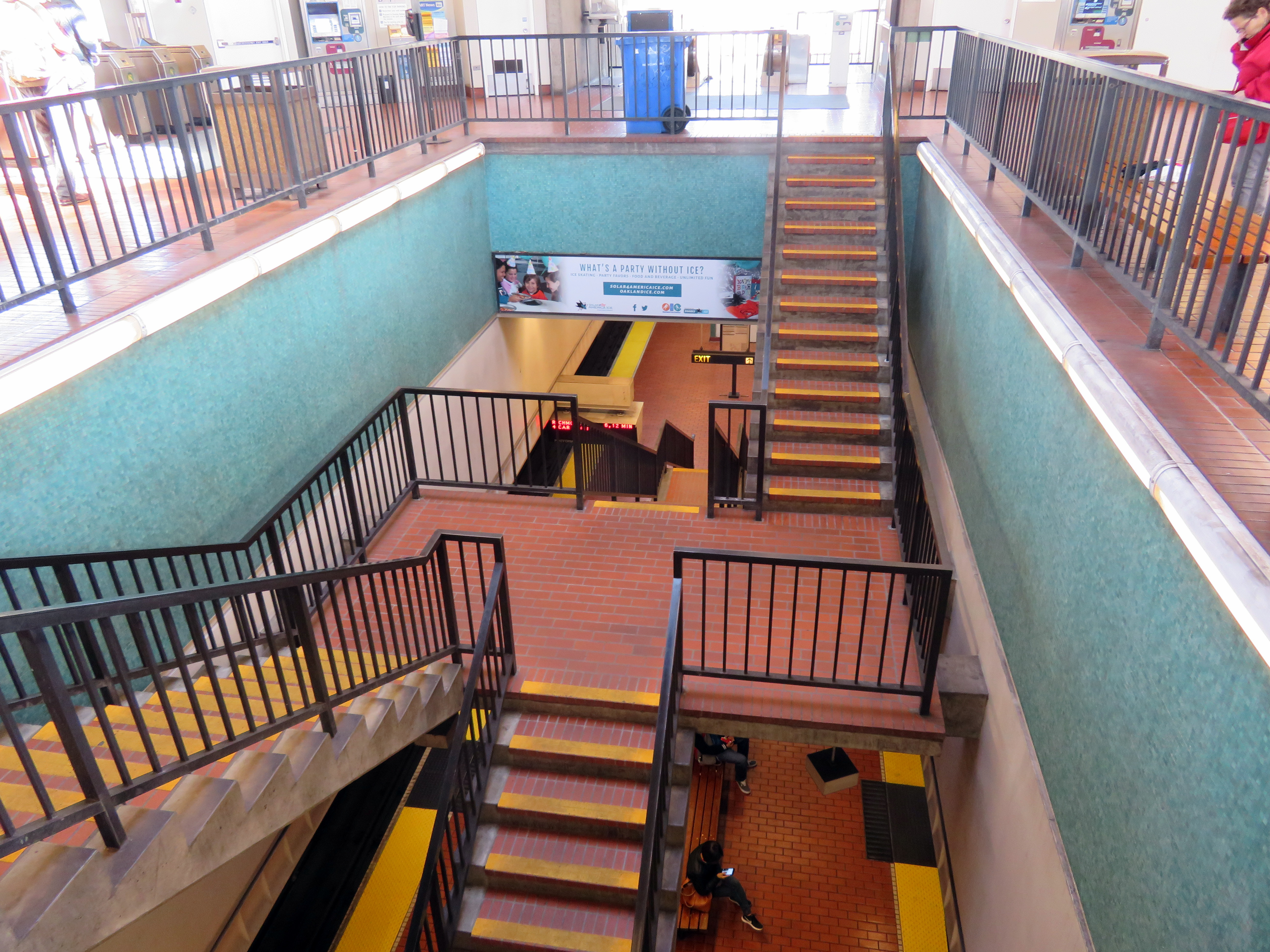
De trappen naar het perron gezien uit de stationshal
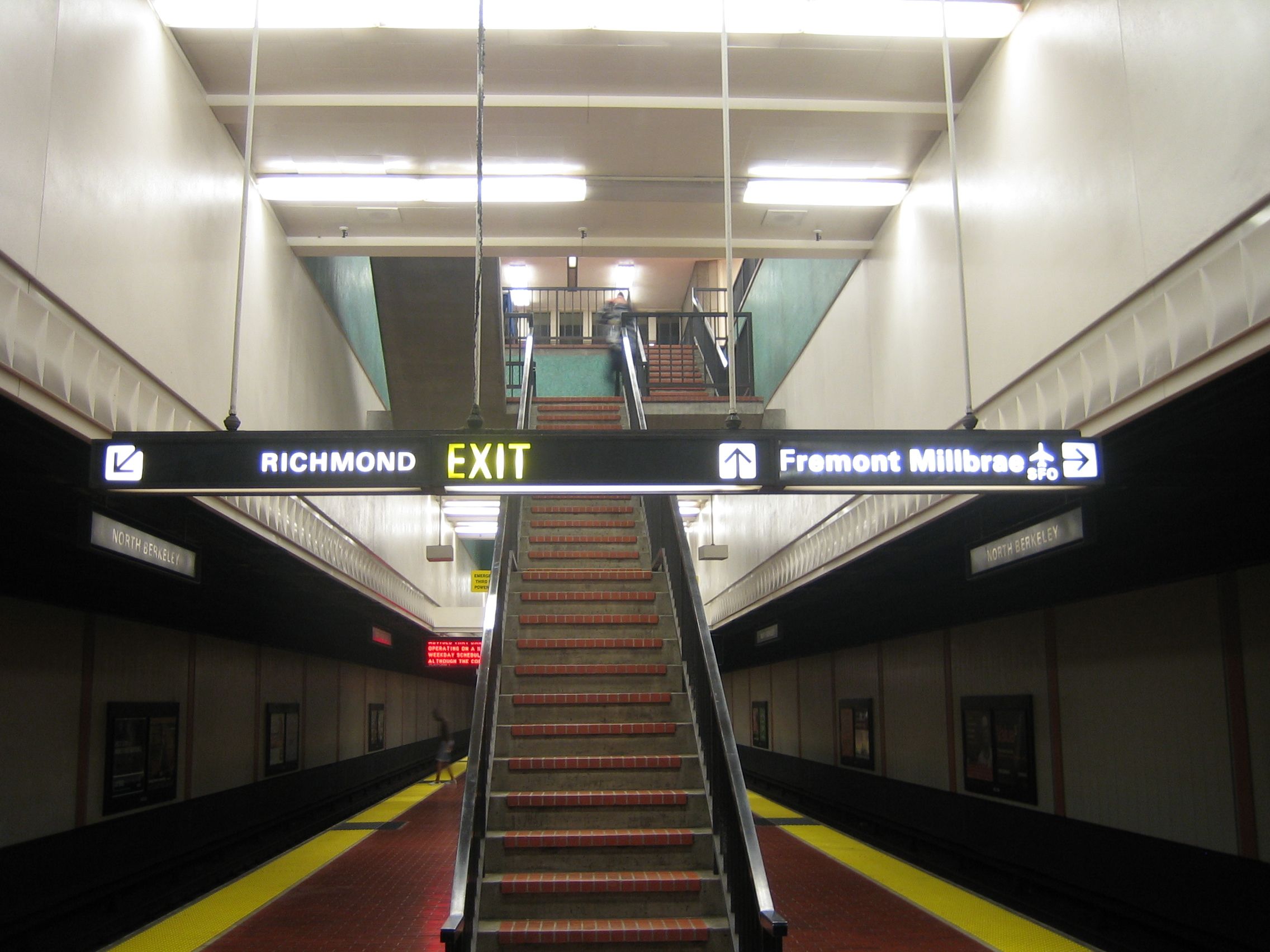
Dezelfde trappen gezien vanaf het perron
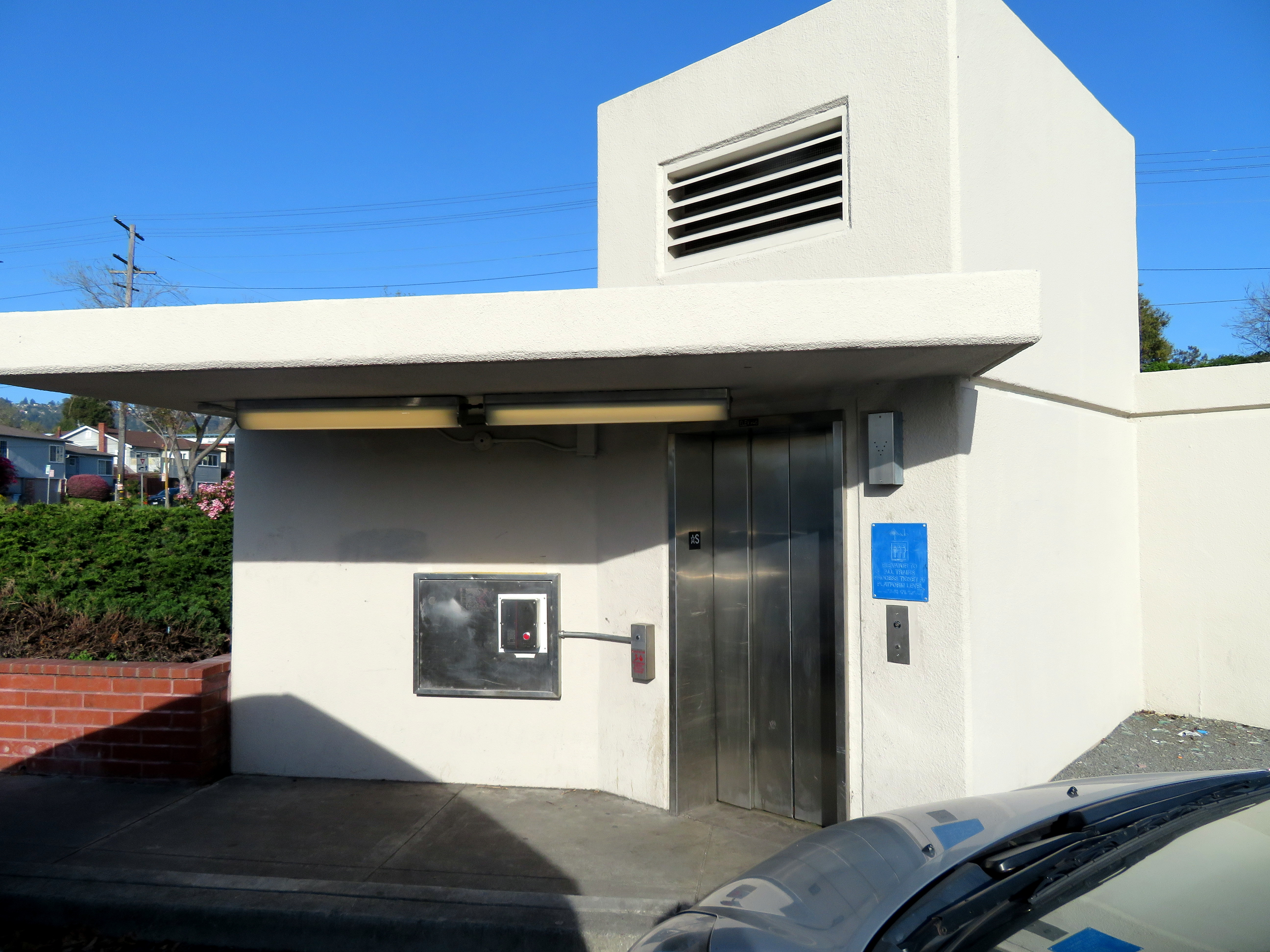
De lift aan de oostkant van het parkeerterrein